# Висока Піч (хутір)
Висока Піч (рос. Высокая Печь, пол. Wysoki Piec) — колишній хутір у Христинівській волості Овруцького повіту Волинської губернії та Будо-Любівській сільській раді Овруцького району Коростенської й Волинської округ.

## Населення
У 1906 році в поселенні налічувалося 20 мешканців, дворів — 3, у 1923 році, разом із хуторами Деревці та Зубрів — 235 мешканців, дворів — 49.

## Історія
На початку 20 століття — поселення Христинівської волості Овруцького повіту Волинської губернії.
У 1906 році — хутір Христинівської волості (1-го стану) Овруцького повіту Волинської губернії. Відстань до повітового центру, м. Овруч, становила 28 верст, до волосного центру, села Христинівка — 10 верст. Найближче поштово-телеграфне відділення розміщувалося в Овручі.
У 1923 році включений до складу новоствореної Будо-Любівської сільської ради, яка 7 березня 1923 року увійшла до складу новоутвореного Овруцького району Коростенської округи. Розміщувався за 30 верст від районного центру, м. Овруч, та 1 версту — від центру сільської ради, с. Буда-Любівка.
Знятий з обліку населених пунктів до 1 жовтня 1941 року.